# Yasushi Matsumoto
Yasushi Matsumoto (松本 安司 Matsumoto Yasushi?), född 17 juni 1969 i Mie prefektur, är en japansk tidigare fotbollsspelare.
Matsumoto började sin karriär 1988 i Mitsubishi Motors (Urawa Reds). Han avslutade karriären 1993.